# カレン・トン
カレン・トン（湯宝如、Karen, Tong Bo Yue、1971年10月4日 - ）は、香港出身の女優、歌手。身長は165cm。体重は48kg。星座はてんびん座。1992年、張学友との広東語によるデュエット曲『相思風雨中』を歌って有名になる。かつて、幼稚園の先生をしていた事がある。
ニックネームは、宝記（ポウケイ）、湯湯（トントン）。

## アルバム
- 1992年：『First love』
- 1993年：『我和秋天有個約會』
- 1994年：『青春無悔』
- 1994年：『來吧123(EP)』
- 1994年：『給世界多一個微笑』
- 1995年：『美麗的選擇 新曲+精選』
- 1995年：『劇情需要』
- 1996年：『收放自如』
- 1996年：『感冒前後 新曲+精選』
- 1996年：『我敢』
- 1997年：『開始很美』
- 1998年：『快將上映』
- 1998年：『湯寶如自選精選30首』
- 2001年：『湯寶如真經典』

## テレビドラマ
- 1997年：『保護證人組』 - 芝 役
- 1997年：『刑事偵緝檔案III』 - 呂展眉 役
- 2002年：『情事緝私檔案』 - 張寶怡 役

## 映画
- 1997年2月27日：『愛情』 Love: Amoeba Style
- 2002年10月30日：『花園街一号』 Love In Garden Street
- 2003年1月1日：『黒白双雄』 Black and White
- 2004年7月1日：『古宅魅影』 Fearful 24 Hours
- 2005年6月1日：『神偷一只手』
- 2005年：『無敵老夫子新傳： 少林偵探社』